# ياماتو (كاناغاوا)
ياماتو (باليابانية: 大和市ياماتو-شي) هي مدينة يابانية تقع في محافظة كاناغاوا.
تأسست المدينة في 1 فبراير 1959.

## جغرافيا
تقع مدينة ياماتو تقريباً في منتصف محافظة كاناغاوا وتبعد 40 كم عن طوكيو . يحيط بها مدن يوكوهاما، زاما، إبينا، أياسه، فوجيساوا، ساغاميهارا، ماتشيدا.

## أعلام
- أنري
- ميتسكو هوريه
- تيتسوماسا كيمورا
- تسوباسا واتابي
- سوتا تشيبا

## وصلات خارجية
- الموقع الرسمي باللغة اليابانية